# Фонтана Левара (Авелино)
Фонтана Левара је насеље у Италији у округу Авелино, региону Кампанија.
Према процени из 2011. у насељу је живело 26 становника. Насеље се налази на надморској висини од 748 м.